# Пузырь (фильм, 2005)
«Пузырь» (англ. Bubble) — кинофильм режиссёра Стивена Содерберга, снятый в 2005 году. В фильме снялись непрофессиональные актёры. Содерберг выступил не только режиссёром, но также оператором (под псевдонимом Питер Эндрюс) и монтажером (под именем Мэри Энн Бернард).

## Сюжет
Марта работает на кукольной фабрике в маленьком городке, а по вечерам ухаживает за своим стариком-отцом. Её лучший друг — Кайл, которого она подвозит на работу. Он вынужден подрабатывать в другом месте, так что у него не остаётся времени на личную жизнь. Скучное однообразие такой жизни нарушается, когда на фабрике появляется новая работница — Роуз, молодая женщина, мать двухлетней дочери. Вскоре Кайл начинает ухаживать за ней. Однажды они с Роуз отправились поужинать, оставив Марту сидеть с ребёнком. На следующий день Роуз была найдена задушенной.

## В ролях
| Актёр              | Роль                 |
| ------------------ | -------------------- |
| Дебби Деберейнер   | Марта                |
| Дастин Джеймс Эшли | Кайл                 |
| Мисти Уилкинс      | Роуз                 |
| Омар Кован         | отец Марты           |
| Лори Ли            | мать Кайла           |
| Дэниел Кристиан    | начальник на фабрике |
| Деккер Муди        | детектив Дон Тейлор  |
| Кайл Смит          | Джейк                |

## Награды и номинации
- 2007 — номинация на премию «Независимый дух» лучшему режиссёру (Стивен Содерберг)